# Садґуру
Джаґґі Васудев (англ. Jaggi Vasudev, там. சத்குரு ஜக்கி வாசுதேவ்சத்குரு ஜக்கி வாசுதேவ், гінді सदगुरु जग्गी वासुदेव, каннада ಸಧ್ಗುರು ಜಗ್ಗಿ ವಾಸುದೇವ್, тел. సద్గురు జగ్గి వాసుదేవ్), відомий також як Садґуру (англ. Sadhguru; нар. 3 вересня 1957, Майсур, Карнатака, Індія) — індійський йог і містик. Він заснував «Фонд Іша» — благодійну організацію, яка проводить програми йоги по всьому світу, включно з Індією, США, Англією, Ліваном, Сінгапуром, Канадою, Малайзією, Угандою і Австралією. Фонд також залучений у різні соціально-громадські ініціативи, завдяки яким йому був присвоєний особливий консультативний статус в Економічній і Соціальній Раді ООН.

## Ранні роки
Джаґґі Васудев народився 3 вересня 1957 р. в місті Майсур (штат Карнатака, Індія) під ім'ям Джаґадіш Васудев. Його батько був лікарем. У віці 11 років Джаґґі почав практикувати йогу, зокрема асани й пранаяму, під опікою Рагавендри (rāghāvendra) Рао, більш широко відомого під ім'ям Малладігаллі (mallāḍihalli) Свамі. Садґуру був одним з кращих у шкільні роки, а також був блискучим студентом. У Майсурському університеті він отримав науковий ступінь з англійської літератури.

## Досвід просвітлення
У віці двадцяти п'яти років до Джаґґі прийшло глибоке духовне переживання, якому судилося змінити його майбутнє життя. Садґуру описує, як одного разу пішов на пагорби Чамунди в Майсурі й сів на вершині скелі з розплющеними очима. Несподівано він перестав сприймати межі тіла й відчув єдність з усім, що його оточувало. За його словами, він не міг відрізнити, де він, а де ні. Усе навколо — скелі, дерева, землю — він сприймав як частину себе. Коли він повернувся до свого нормального стану, пройшло понад чотири години, вже стемніло. Він не знав, чи було це галюцинацією, але в наступні дні цей стан повторювався і кожен раз залишав його в невимовному блаженстві. Цей епізод повністю змінив його життя. Джаґґі вирішив присвятити своє життя тому, щоб ділитися цим досвідом і намагатися дати людям можливість наблизитися до їхньої божественної природи.

### Англійською
- Inner Engineering: A Yogi's Guide to Joy, — ISBN 0-8129-9780-8
- Encounter the Enlightened. — ISBN 81-86685-60-X.
- Mystic's Musings. — ISBN 81-86685-59-6.
- Joy 24x7. — ISBN 978-81-7992-914-8.
- Pebbles of Wisdom. — ISBN 978-81-7992-952-0.
- The Mystic Eye. — ISBN 81-7992-883-7.
- Essential Wisdom from a Spiritual Master. — ISBN 81-7992-882-9.
- Flowers On The Path. — ISBN 81-87910-05-4.
- Himalayan Lust. — ISBN 978-81-8495-076-2.
- Eternal Echoes: The Sacred Sounds Through the Mystic. — ISBN 81-87910-02-X.
- Dhyanalinga: The Silent Revolution. — ISBN 81-87910-00-3.
- Dhyanalinga: The Eternal Form. — ISBN 81-87910-12-1.
- Circus of The Mind. — ISBN 81-87910-10-0.
- Unleashing The Mind. — ISBN 81-87910-08-9.
- Good And Bad Divides The World. — ISBN 81-87910-07-0.
- Enlightenment: What It Is. — ISBN 81-87910-06-2.
- Sacred Space For Self-transformation. — ISBN 81-87910-09-7.
- Ancient Technology For The Modern Mind. — ISBN 81-87910-11-9.

### Каннада
- Gnyanodaya. — ISBN 81-7286-606-8.
- Karunege Bhedavilla. — ISBN 81-7286-591-0.

### Тамільською
- Sey… Seyyathe!. — ISBN 81-8476-288-4.
- Athanaikum Asaipadu. — ISBN 81-89780-05-0.
- Moondravathu Konam. — ISBN 81-8476-155-9.
- Unakkagave Oru Ragasiyam. — ISBN 81-89936-24-2.
- Konjam Amudham Konjam Visham. — ISBN 81-8476-134-4.
- Aayiram Jannal. — ISBN 81-8476-226-6.
- Anandha Alai.

### Телугу
- Sadhguru Sannidhilo. — ISBN 81-87910-01-7.

### Українською
- Садхґуру. Внутрішня інженерія. Керівництво з йоги, що приведе вас до радості. — К. : BookChef, 2019. — 272 с. — ISBN 978-617-7561-22-3.

### Гінді
- Ek Aadhyatmik Guru Ka Alaukik Gyaan. — ISBN 81-8495-142-4.
- Mrutyu Ek Kalpana Hai. — ISBN 978-81-288-2969-7.
- Srushti se srushta tak. — ISBN 978-81-288-2970-3.
- Aatm-Gyan: Aakhir Hai Kya. — ISBN 978-81-288-3495-0.